# Shitennō-ji
Shitennō-ji (jap. 四天王寺, Shitennō-ji, Świątynia Czterech Niebiańskich Królów) – buddyjska świątynia znajdująca się w Osace, w Japonii. Znana również pod nazwami Arahaka-ji, Nanba-ji lub Mitsu-ji. Często uważana za pierwszą buddyjską i najstarszą oficjalnie administrowaną świątynię w Japonii, choć kompleks świątynny był wielokrotnie odbudowywany. Ostatnia rekonstrukcja miała miejsce w 1963 roku, odtwarzając wygląd świątyni z czasów jej pierwszej budowy w VI wieku. Po II wojnie światowej Shitennō-ji stała się niezależna od sekty Tendai i utworzyła własną sektę buddyjską Wa.

## Historia
Świątynia została ufundowana w 593 roku przez księcia Shōtoku, gorliwego propagatora buddyzmu w Japonii.  Książę Shōtoku zaprosił do budowy świątyni trzech koreańskich cieśli z królestwa Baekje, którzy przekazali wiedzę i umiejętności niezbędne do wzniesienia Shitennō-ji. Świątynia dedykowana jest Czterem Niebiańskim Królom (jap. Shi-tennō), którzy w buddyzmie pełnią funkcję strażników prawa buddyjskiego i opiekunów czterech stron świata.
W swojej długiej historii Shitennō-ji doświadczyła licznych pożarów i zniszczeń w wyniku konfliktów, co skutkowało koniecznością wielokrotnej odbudowy. W okresie Edo, siogunatu Tokugawa wspierał szeroko zakrojone prace restauracyjne, w tym odbudowę „Kociej Bramy” (Nakanomon) w 1623 roku.  Podczas nalotów na Osakę w 1945 roku świątynia poniosła poważne szkody. Odbudowa kompleksu miała miejsce w latach 50. i 60. XX wieku. W trakcie rekonstrukcji zastosowano nowoczesną technologię betonową, dążąc jednocześnie do zachowania tradycyjnego projektu architektonicznego z VI wieku.

## Architektura
Świątynia, wzniesiona przez księcia Shōtoku dla uczczenia Czterech Niebiańskich Królów, obejmowała cztery instytucje (Shika-in), mające na celu wsparcie rozwoju japońskiego społeczeństwa i podniesienie poziomu cywilizacji. W skład kompleksu wchodziły: Kyōden-in (Instytucja Religii i Edukacji), Hiden-in (Instytucja opieki społecznej), Ryōbyō-in (szpital) oraz Seiyaku-in (apteka),  które miały zapewnić wszechstronną pomoc mieszkańcom Japonii.
Centralnym elementem kompleksu jest garan, tradycyjny układ architektoniczny świątyni buddyjskiej, składający się z siedmiu budynków. W jego skład wchodzą Główna Brama, pięciopiętrowa buddyjska pagoda, główny Złoty Pawilon oraz Kōdō (Sala Wykładowa) – wszystkie elementy usytuowane są wzdłuż osi północ-południe.
W obrębie hali Kameido znajduje się kamienna konstrukcja w kształcie żółwia, która w przeszłości służyła do rytuałów państwowych z użyciem wody. Ogród Gokuraku-Jodo no Niwa, symbolizujący Raj Czystej Krainy Buddy Amidy, stanowi zaciszne miejsce do medytacji i kontemplacyjnych spacerów. Ogród ten szczególnie malowniczo prezentuje się wiosną, w okresie kwitnienia wiśni. 